# Иванили
Иванѝли е село в Северна България, община Габрово, област Габрово.

## География
Село Иванили се намира на около 8 km северно от центъра на град Габрово и 19 km изток-югоизточно от Севлиево. Разположено е в централната част на платото Стражата, на около километър западно от течащата в Стражанския пролом река Янтра. Застроено е по северния долинен склон на малка река – приток на Янтра, течаща в изпъкнал на юг завой под селото. Климатът е умереноконтинентален. По високата северна част от границата на селото надморската височина варира в приблизителния интервал 410 – 440 m, а по ниската южна – в интервала 380 – 395 m. В околността има няколко пещери. На около 300 m преди вливането на притока в Янтра се намира Иваниловският водопад.
Общински път, излизащ от северния край на Габрово покрай левия бряг на Янтра, минава през селата Банковци, Гръблевци, Солари и достига Иванили, а след селото продължава през Спанци до село Кози рог, където прави връзка с третокласния републикански път III-4403.
Населението на село Иванили, наброявало 219 души при преброяването към 1934 г., намалява до 25 души към 1985 г., а по текущата демографска статистика за населението към 2019 г. наброява 9 души.

## История
През 1966 г. дотогавашното населено място колиби Иваниловци е преименувано на Иванили, а през 1995 г. колиби Иванили придобива статута на село..

## Население
Преброяване на населението през 2011 г.
Численост и дял на етническите групи според преброяването на населението през 2011 г.:
|                     | Численост | Дял (в %) |
| Общо                | 10        | 100,00    |
| Българи             | 10        | 100,00    |
| Турци               | 0         | 0,00      |
| Цигани              | 0         | 0,00      |
| Други               | 0         | 0,00      |
| Не се самоопределят | 0         | 0,00      |
| Неотговорили        | 0         | 0,00      |